# Daniuska Rodríguez
Daniuska Rodríguez (Ciudad Ojeda, 4 de janeiro de 1999) é uma jogadora de futebol venezuelana. Concorreu ao Prêmio FIFA Ferenc Puskás de 2016, na premiação The Best FIFA Football Awards, por um gol marcado pela Seleção Venezuelana de Futebol Feminino, terminando na terceira posição.